# Otto Kretschmer
Otto Kretschmer, född 1 maj 1912 i Heidau, Neisse, Tyskland död 5 augusti 1998  av huvudskador efter en fallolycka i Straubing i Bayern, tysk ubåtsbefälhavare - Fregattenkapitän (kommendörkapten) -  på U 23 och U 99 under andra världskriget. 
Kretschmer sänkte 47 handelsfartyg på sammanlagt 274 333 ton allierat tonnage samt fyra krigsfartyg på sammanlagt 47 815 ton, vilket gör honom till det största ubåtsässet under kriget. Han tilldelades Riddarkorset av Järnkorset med eklöv och svärd  1941 samt Ubåtsvapnets hederstecken med briljanter.
Han blev tillfångatagen 17 mars 1941 i samband med att U 99 träffades och allvarligt skadades av sjunkbomber från den brittiska jagaren HMS Walker söder om Island. Kretschmer lyckades få upp ubåten till ytan innan den på allvar åter sjönk till botten varigenom 40 av besättningens 43 man räddades. Han var därefter i brittisk fångenskap till 1947, då han kunde återvända till Tyskland.
I samma vargflock fanns också U 47 med Günter Prien som befälhavare och U 100 med Joachim Schepke. U 47 sänktes 7 mars 1941 och U 100 vid samma tillfälle som U 99. Den tyska marinen hemlighöll förlusten av de tre essen en längre tid.
Kretschmer tjänstgjorde efter kriget i västtyska Bundesmarine från 1955 bland annat som chef för en eskorteskader, därefter som chef för amfibiestyrkorna och senare också som stabschef inom NATO fram till pensioneringen 1970 då han hade rangen  Flottillenadmiral (Flottiljamiral).